# Dunja Zdouc
Dunja Zdouc (Klagenfurt am Wörthersee, 3 gennaio 1994) è una biatleta austriaca.

## Biografia
Dunja Zdouc, originaria di Radsberg di Klagenfurt am Wörthersee e attiva dal 2011, ha esordito in Coppa del Mondo il 7 dicembre 2013 a Hochfilzen in staffetta (16ª) e ai Mondiali juniores di Presque Isle 2014 ha vinto la medaglia di bronzo nella medesima specialità; ha debuttato ai Campionati mondiali a Kontiolahti 2015, classificandosi 30ª nell'individuale, 17ª nella sprint, 22ª nell'inseguimento, 29ª nella partenza in linea e 10ª nella staffetta, e l'anno dopo ai Mondiali di Oslo 2016 si è piazzata 52ª nell'individuale, 58ª nella sprint, 28ª nell'inseguimento, 12ª nella staffetta e 5ª nella staffetta mista.
Nella rassegna iridata casalinga di Hochfilzen 2017 è stata 11ª nell'individuale, 47ª nella sprint e 42ª nell'inseguimento; ai XXIII Giochi olimpici invernali di Pyeongchang 2018, suo esordio olimpico, è stata 58ª nell'individuale, 48ª nella sprint e 58ª nell'inseguimento e ai Mondiali di Anterselva 2020 si è classificata 64ª nella sprint, la sola gara nella quale ha preso il via. Ha ottenuto il primo podio in Coppa del Mondo il 10 febbraio 2021, vincendo la medaglia d'argento nella staffetta mista ai Mondiali di Pokljuka, nei quali si è inoltre piazzata 42ª nell'individuale, 38ª nella sprint, 11ª nell'inseguimento e 7ª nella staffetta. Ha partecipato ai XXIV Giochi olimpici invernali di Pechino 2022 giungendo 85ª nella sprint e 9ª nella staffetta; ai Mondiali di Oberhof 2023 si è classificata 14ª nell'individuale, 45ª nella sprint, 43ª nell'inseguimento, 5ª nella staffetta e 4ª nella staffetta mista.

## Palmarès

### Mondiali
- 1 medaglia:
  - 1 argento (staffetta mista[1] a Pokljuka 2021)

### Mondiali juniores
- 1 medaglia:
  - 1 bronzo (staffetta a Presque Isle 2014)

### Coppa del Mondo
- Miglior piazzamento in classifica generale: 25ª nel 2021